# Nati nel 1955/Settembre
| Questa pagina contiene informazioni ricavate automaticamente dalle voci biografiche con l'ausilio del template Bio e di un bot. L'aggiornamento è periodico e automatico e ricostruisce completamente la pagina. Se manca una persona in questa lista, sei pregato di non aggiungerla, ma accertati piuttosto che la sua voce biografica contenga il template Bio e che i dati anagrafici siano correttamente compilati. Se il template Bio manca, inseriscilo tu stesso o, in alternativa, metti l'avviso {{tmp\|Bio}} che ne segnala la mancanza. Se i dati riportati sono sbagliati, correggi direttamente la voce biografica; le modifiche saranno visibili in questa lista entro pochi giorni. Per chiarimenti vedi il progetto biografie. La lista contiene solo le 261 persone che sono citate nell'enciclopedia e per le quali è stato implementato correttamente il template Bio. Pagina aggiornata al 18 lug 2025. |

- 1º settembre - Billy Blanks, attore e artista marziale statunitense
- 1º settembre - Jesús Bonilla, attore, regista e sceneggiatore spagnolo
- 1º settembre - Bruce Foxton, musicista e cantante britannico
- 1º settembre - Michèle Halberstadt, scrittrice, produttrice cinematografica e giornalista francese
- 1º settembre - Wayne Horvitz, pianista e compositore statunitense
- 1º settembre - Remo Sernagiotto, politico italiano († 2020)
- 1º settembre - Gerd Strack, calciatore tedesco († 2020)
- 1º settembre - Enzo Verrengia, scrittore, giornalista e traduttore italiano
- 2 settembre - Adriana Albini, chimica italiana
- 2 settembre - Khaled Fouad Allam, sociologo e politico algerino († 2015)
- 2 settembre - Steve Berry, avvocato e scrittore statunitense
- 2 settembre - Renzo Danesi, mafioso italiano
- 2 settembre - Chris Grabenstein, scrittore statunitense
- 2 settembre - Malcolm Holcombe, cantautore e compositore statunitense († 2024)
- 2 settembre - Bob Iles, ex calciatore inglese
- 2 settembre - Florența Mihai, tennista rumena († 2015)
- 2 settembre - Natal'ja Petrusëva, ex pattinatrice di velocità su ghiaccio sovietica
- 2 settembre - Linda Purl, attrice statunitense
- 2 settembre - Erik Valeur, scrittore e giornalista danese
- 3 settembre - Samet Aybaba, allenatore di calcio e ex calciatore turco
- 3 settembre - Brian Bason, ex calciatore inglese
- 3 settembre - Mario Caruso, politico italiano
- 3 settembre - Achille Guzzardella, scultore italiano
- 3 settembre - Geir Henæs, ex calciatore norvegese
- 3 settembre - Steve Jones, chitarrista inglese
- 3 settembre - Walter Kelsch, ex calciatore tedesco
- 3 settembre - Laurent Malet, attore francese
- 3 settembre - Pierre Malet, attore francese
- 3 settembre - Annie McEnroe, attrice statunitense
- 3 settembre - Marek Zabka, aracnologo polacco
- 3 settembre - Francesco Zumpano, mafioso italiano
- 4 settembre - David Broza, cantante e cantautore israeliano
- 4 settembre - Bruno Colella, regista, attore e drammaturgo italiano
- 4 settembre - Pino Corrias, giornalista e scrittore italiano
- 4 settembre - Alastair Hignell, ex rugbista a 15, crickettista e giornalista britannico
- 4 settembre - Rick Meyer, ex tennista statunitense
- 4 settembre - Brian Schweitzer, politico statunitense
- 5 settembre - Sandro Acerbo, doppiatore, direttore del doppiaggio e dialoghista italiano
- 5 settembre - Sergio De Luca, ex sollevatore sammarinese
- 5 settembre - John Stirk, ex calciatore inglese
- 6 settembre - Abdul Rahman Anjan Umma, politica singalese
- 6 settembre - Raymond Benson, scrittore statunitense
- 6 settembre - Bruno Bianchi, disegnatore e animatore francese († 2011)
- 6 settembre - Roger Gibbins, ex calciatore inglese
- 6 settembre - Anne Henning, ex pattinatrice di velocità su ghiaccio statunitense
- 6 settembre - Mariannette Miller-Meeks, politica statunitense
- 6 settembre - Nino Prester, attore, doppiatore e direttore del doppiaggio italiano
- 6 settembre - Carl Walz, ex astronauta e ingegnere statunitense
- 7 settembre - Mira Bjedov, ex cestista jugoslava
- 7 settembre - Gert Brauer, calciatore tedesco orientale († 2018)
- 7 settembre - Phil Dokes, giocatore di football americano statunitense († 1989)
- 7 settembre - Mira Furlan, attrice e cantante croata († 2021)
- 7 settembre - Knut Erik Johannessen, ex sciatore alpino norvegese
- 7 settembre - Andrés Soriano, ex cestista spagnolo
- 7 settembre - Federico Vercellone, filosofo italiano
- 7 settembre - Efim Isaakovič Zel'manov, matematico russo
- 8 settembre - David Carson, designer statunitense
- 8 settembre - Margherita Cassano, magistrata e giurista italiana
- 8 settembre - Karlheinz Geppert, archivista tedesco
- 8 settembre - Valerij Vasil'evič Gerasimov, generale russo
- 8 settembre - Ivan Metodiev, calciatore bulgaro († 2006)
- 8 settembre - Ole Riber Rasmussen, tiratore a volo danese († 2017)
- 8 settembre - Alfio Vitanza, batterista italiano
- 9 settembre - Ivo Ballardini, ex calciatore italiano
- 9 settembre - Francesco Saverio Costanzo, biochimico italiano
- 9 settembre - Edward Hibbert, attore inglese
- 9 settembre - Gernot Jurtin, calciatore austriaco († 2006)
- 9 settembre - John Kricfalusi, animatore e doppiatore canadese
- 9 settembre - David McNiven, calciatore scozzese
- 9 settembre - John Novak, attore e doppiatore venezuelano
- 9 settembre - Gino Soccio, produttore discografico, compositore e disc jockey canadese
- 9 settembre - Björne Väggö, ex schermidore svedese
- 10 settembre - Larisa Dolina, cantante e attrice russa
- 10 settembre - Giannina Facio, attrice, produttrice cinematografica e showgirl costaricana
- 10 settembre - Alessandra Giudici, politica italiana
- 10 settembre - Mike Glenn, ex cestista statunitense
- 10 settembre - Caridad González, ex cestista cubana
- 10 settembre - Marja-Liisa Kirvesniemi, ex fondista finlandese
- 10 settembre - Charlotte Lewis, cestista statunitense († 2007)
- 10 settembre - Pat Mastelotto, batterista statunitense
- 10 settembre - Romana Petri, scrittrice, traduttrice e critica letteraria italiana
- 10 settembre - Robin Turner, ex calciatore britannico
- 11 settembre - Hiram Bullock, chitarrista statunitense († 2008)
- 11 settembre - Robin Cole, ex giocatore di football americano statunitense
- 11 settembre - Johny Erlandsson, ex calciatore svedese
- 11 settembre - Pupo, cantautore, conduttore televisivo e conduttore radiofonico italiano
- 11 settembre - Joe Hassett, ex cestista statunitense
- 11 settembre - Sauro Longhi, ingegnere italiano
- 11 settembre - Fabio Padovan, imprenditore e politico italiano
- 11 settembre - Guido Schittone, giornalista e telecronista sportivo italiano
- 12 settembre - Carlos Borrello, allenatore di calcio argentino
- 12 settembre - Mario Buccilli, allenatore di calcio e ex calciatore italiano
- 12 settembre - Neil Cohen, ex calciatore statunitense
- 12 settembre - Furio Di Castri, contrabbassista italiano
- 12 settembre - Wayne Hildred, ex ciclista su strada e pistard australiano
- 12 settembre - Stanko Mršić, allenatore di calcio e ex calciatore croato
- 12 settembre - Peter Scolari, attore statunitense († 2021)
- 12 settembre - Brian Smith, calciatore e allenatore di calcio inglese († 2013)
- 13 settembre - Kristinn Björnsson, allenatore di calcio e ex calciatore islandese
- 13 settembre - Brian H. Dierker, attore statunitense
- 13 settembre - Giuseppe Gerbi, ex siepista, mezzofondista e maratoneta italiano
- 13 settembre - Paco Lanciano, fisico e divulgatore scientifico italiano
- 13 settembre - Colin Moynihan, imprenditore, dirigente sportivo e politico inglese
- 13 settembre - Elena Vladislavovna Nikolaeva, regista sovietico
- 13 settembre - Angelo Piazza, avvocato e politico italiano
- 13 settembre - Enzo Scaini, calciatore italiano († 1983)
- 13 settembre - Andreas Staier, pianista e clavicembalista tedesco
- 13 settembre - Ennio Vanotti, ex ciclista su strada e dirigente sportivo italiano
- 14 settembre - Geraldine Brooks, scrittrice e giornalista australiana
- 14 settembre - Roberto Costa, bassista, arrangiatore e tecnico del suono italiano
- 14 settembre - Nicola Latorre, politico e politologo italiano
- 14 settembre - Papa Leone XIV, papa statunitense
- 14 settembre - Sophia Lombardo, attrice italiana
- 14 settembre - George Mount, ex ciclista su strada statunitense
- 14 settembre - Alvin Scott, ex cestista statunitense
- 14 settembre - Pak Thae-song, politico nordcoreano
- 14 settembre - Guðjón Þórðarson, ex calciatore e allenatore di calcio islandese
- 14 settembre - Pier Vittorio Tondelli, scrittore, curatore editoriale e saggista italiano († 1991)
- 15 settembre - Farchad Achmedov, imprenditore e politico russo
- 15 settembre - Željka Antunović, politica croata
- 15 settembre - Jesús Fernández González, vescovo cattolico spagnolo
- 15 settembre - Dan Fesperman, scrittore e giornalista statunitense
- 15 settembre - Gianluigi Magri, politico italiano
- 15 settembre - Vito Noto, designer italiano
- 15 settembre - Brendan O'Carroll, attore e scrittore irlandese
- 15 settembre - Renzo Rosso, stilista, imprenditore e dirigente sportivo italiano
- 15 settembre - Timothy Scott, ballerino, attore e cantante statunitense († 1988)
- 15 settembre - Anton Wembacher, slittinista tedesco occidentale
- 16 settembre - Günter Ambraß, ex sollevatore tedesco orientale
- 16 settembre - Ron Brewer, ex cestista e allenatore di pallacanestro statunitense
- 16 settembre - Sergej Pavlov, allenatore di calcio russo
- 16 settembre - Sandy Petersen, autore di giochi statunitense
- 16 settembre - Renan Calheiros, politico brasiliano
- 16 settembre - Claudio Ronco, musicista e violoncellista italiano
- 16 settembre - Pat Ryan, ex giocatore di football americano statunitense
- 16 settembre - Robin Yount, ex giocatore di baseball statunitense
- 17 settembre - Tim Burd, attore canadese
- 17 settembre - David Culley, ex giocatore di football americano e allenatore di football americano statunitense
- 17 settembre - Amy Holden Jones, sceneggiatrice statunitense
- 17 settembre - Marina Lima, cantautrice e attrice brasiliana
- 17 settembre - Riccardo Marchiò, generale italiano
- 17 settembre - Charles Martinet, attore e doppiatore statunitense
- 17 settembre - Mahboub Mubarak, ex calciatore kuwaitiano
- 17 settembre - Mike Parson, politico statunitense
- 17 settembre - Sergio Scicchitano, avvocato italiano
- 17 settembre - Scott Simpson, golfista statunitense
- 18 settembre - Bruno Bruni, ex altista italiano
- 18 settembre - Sid Griffin, cantautore, musicista e scrittore statunitense
- 18 settembre - Keith Morris, cantante statunitense
- 18 settembre - Darwin Pastorin, giornalista italiano
- 18 settembre - Billy Sims, giocatore di football americano statunitense
- 18 settembre - Slavčo Červenkov, ex lottatore bulgaro
- 19 settembre - Dominique Arnaud, ciclista su strada francese († 2016)
- 19 settembre - Terry Beeson, ex giocatore di football americano statunitense
- 19 settembre - Rebecca Blank, politica e economista statunitense († 2023)
- 19 settembre - Petra Boesler, ex canottiera tedesca
- 19 settembre - Henry Cuellar, politico e avvocato statunitense
- 19 settembre - Vincenzo De Caro, ex ciclista su strada italiano
- 19 settembre - Marianne Jäger, ex sciatrice alpina svizzera
- 19 settembre - Tomislav Koljatic Maroevic, vescovo cattolico cileno
- 19 settembre - Rex Smith, attore e cantante statunitense
- 19 settembre - Alan Stewart, ex sciatore alpino britannico
- 19 settembre - Aldo Tanchis, scrittore e sceneggiatore italiano
- 19 settembre - Pierantonio Volpini, scultore italiano
- 20 settembre - Attilio Bolzoni, giornalista italiano
- 20 settembre - Betsy Brantley, attrice e cantante statunitense
- 20 settembre - Viki Fleckenstein, ex sciatrice alpina statunitense
- 20 settembre - David Haig, attore e cantante britannico
- 20 settembre - Silvio Leonard, ex velocista cubano
- 20 settembre - Haim Moshe, cantante israeliano
- 20 settembre - Steve Powell, ex calciatore e allenatore di calcio inglese
- 21 settembre - Rick Aiello, attore statunitense († 2021)
- 21 settembre - Rocco Altieri, pacifista italiano
- 21 settembre - François Cluzet, attore francese
- 21 settembre - Andrej Vladimirovič Gavrilov, pianista russo
- 21 settembre - Jim Grimsley, scrittore statunitense
- 21 settembre - Richard Hieb, ex astronauta statunitense
- 21 settembre - Israel Katz, politico israeliano
- 21 settembre - Mika Kaurismäki, regista cinematografico, sceneggiatore e produttore cinematografico finlandese
- 21 settembre - Mercedes Morán, attrice argentina
- 21 settembre - Ted van der Parre, strongman olandese
- 21 settembre - Jan Poortvliet, allenatore di calcio e ex calciatore olandese
- 21 settembre - David Trone, politico e imprenditore statunitense
- 21 settembre - Pietro Ubaldi, doppiatore, cantante e attore italiano
- 21 settembre - Alfredo Zagatti, politico italiano
- 22 settembre - John O. Brennan, agente segreto statunitense
- 22 settembre - Adrian Germanus, ex schermidore tedesco
- 22 settembre - Maurizio Gherardini, ex cestista e dirigente sportivo italiano
- 22 settembre - Leonardo Messina, mafioso e collaboratore di giustizia italiano
- 22 settembre - Massimo Pompili, politico italiano
- 22 settembre - Francesco Starace, ingegnere e dirigente d'azienda italiano
- 23 settembre - Sergio Della Sala, neuroscienziato italiano
- 23 settembre - David Hammerstein Mintz, politico spagnolo
- 23 settembre - Jason Lewis, politico statunitense
- 23 settembre - Eleonora Lo Curto, politica e dirigente pubblica italiana
- 23 settembre - Rosa Pianeta, attrice italiana
- 23 settembre - José Ramón Prado Bugallo, criminale spagnolo
- 23 settembre - Peter Roe, ex calciatore inglese
- 23 settembre - Kumar Sanu, cantante indiano
- 23 settembre - John Schuhmacher, ex giocatore di football americano statunitense
- 23 settembre - Francesco Uguagliati, allenatore di atletica leggera e dirigente sportivo italiano
- 23 settembre - Ye Xiaogang, compositore cinese
- 24 settembre - Aleksandr Baširov, attore e regista sovietico
- 24 settembre - Yacine Bentaala, allenatore di calcio e ex calciatore algerino
- 24 settembre - Riccardo Illy, imprenditore e politico italiano
- 24 settembre - Oreste Pastorelli, politico italiano
- 24 settembre - Andrew Slack, ex rugbista a 15, allenatore di rugby a 15 e giornalista australiano
- 24 settembre - Fritz Springmeier, scrittore statunitense
- 24 settembre - Lane Brody, cantautrice statunitense
- 25 settembre - Angelo Arcidiacono, schermidore italiano († 2007)
- 25 settembre - Peter Bruch, ex nuotatore tedesco orientale
- 25 settembre - Ludo Coeck, calciatore belga († 1985)
- 25 settembre - Zucchero Fornaciari, cantautore e musicista italiano
- 25 settembre - Lalla Francia, cantante italiana
- 25 settembre - Marcos Hocevar, ex tennista brasiliano
- 25 settembre - Lorenzo Leuzzi, vescovo cattolico e medico italiano
- 25 settembre - José Félix Pérez Aguerri, ex calciatore spagnolo
- 25 settembre - Karl-Heinz Rummenigge, dirigente sportivo e ex calciatore tedesco
- 25 settembre - Steven Severin, bassista, compositore e produttore discografico britannico
- 26 settembre - Carlene Carter, cantante e chitarrista statunitense
- 26 settembre - Casuco, allenatore di calcio e ex calciatore spagnolo
- 26 settembre - Michael Kraus, ex nuotatore tedesco occidentale
- 26 settembre - Rafael Magallanes, ex schermidore venezuelano
- 26 settembre - Paolo Montesperelli, sociologo italiano
- 26 settembre - Pablo Peña, ex arbitro di calcio boliviano
- 26 settembre - Carlo Rossi, attore e regista teatrale italiano
- 26 settembre - Corrado Rustici, cantautore, chitarrista e produttore discografico italiano
- 27 settembre - Charles Burns, fumettista e illustratore statunitense
- 27 settembre - Domenico Comino, ex politico italiano
- 27 settembre - Spas Dževizov, allenatore di calcio e ex calciatore bulgaro
- 27 settembre - John L. Estrada, ex militare statunitense
- 27 settembre - Luigi Freroni, ex danzatore su ghiaccio italiano
- 27 settembre - Felix Healy, ex calciatore nordirlandese
- 27 settembre - Dirk Heirweg, ciclista su strada e pistard belga
- 27 settembre - Piero Molducci, allenatore di pallavolo italiano († 2021)
- 27 settembre - Andrea Mátay, ex altista ungherese
- 27 settembre - Richard Nowakowski, ex pugile tedesco
- 27 settembre - Lorenzo Piani, cantautore italiano († 2016)
- 27 settembre - Claudio Ricciarelli, ex calciatore italiano
- 28 settembre - Gary Johnson, allenatore di calcio e ex calciatore inglese
- 28 settembre - Kenny Kirkland, pianista statunitense († 1998)
- 28 settembre - Roberto Paredes, ex calciatore paraguaiano
- 28 settembre - Károly Varga, ex tiratore a segno ungherese
- 29 settembre - Ann Bancroft, esploratrice, scrittrice e insegnante statunitense
- 29 settembre - Joe Donnelly, politico, avvocato e diplomatico statunitense
- 29 settembre - Mark Dornford-May, regista e sceneggiatore sudafricano
- 29 settembre - Giuseppe Drago, politico e medico italiano († 2016)
- 29 settembre - Eurico Gomes, allenatore di calcio e ex calciatore portoghese
- 29 settembre - Dmitrij Kovcun, ex discobolo ucraino
- 29 settembre - Enzo Pietropaoli, contrabbassista italiano
- 29 settembre - Ken Weatherwax, attore statunitense († 2014)
- 30 settembre - Diego Amplatz, ex sciatore alpino italiano
- 30 settembre - George Augustin, presbitero e teologo indiano
- 30 settembre - James Bradburne, architetto, museologo e funzionario britannico
- 30 settembre - Jerome Feudjio, vescovo cattolico camerunese
- 30 settembre - Roberto Mantovani, attore, attore teatrale e regista italiano
- 30 settembre - Sergio Paolinelli, ex calciatore italiano
- 30 settembre - Dirk Sanders, ex calciatore belga
- 30 settembre - Dan Stanca, scrittore e giornalista rumeno
- 30 settembre - Marco Stefanelli, attore e stuntman italiano
- 30 settembre - Ermenegildo Zegna, imprenditore italiano